# Meadowlands Arena
Meadowlands Arena (antes conocido como Brendan Byrne Arena, Continental Airlines Arena y Izod Center) es un pabellón multiusos situado en East Rutherford, Nueva Jersey. La capacidad de espectadores es de 19 040 para hockey, 20 029 para baloncesto universitario, 19 968 para partidos de la NBA y un máximo de 20 000 para conciertos, aunque en 2015 el recinto cerró sus puertas al público. Desde entonces, el complejo se ha venido alquilando a promotores de giras de diversas estrellas de la música para realizar sus ensayos, así como a la productora NBCUniversal para la grabación de series de televisión.
Es conocido por haber albergado los partidos como local de los New Jersey Devils de la National Hockey League desde 1982 hasta 2007, los New Jersey Nets de la NBA desde 1981 hasta 2010, los Seton Hall Pirates de baloncesto de la NCAA desde 1982 hasta 2007, y los New York Cosmos de la North American Soccer League Indoor desde 1981 hasta 1985. 
La arena fue sede del All-Star Game de la NBA 1982, el Final Four del Campeonato de la División I de Baloncesto Masculino de la NCAA de 1996, y las regionales del Campeonato de la NCAA desde 1986 hasta 1991 y en 1993, 1995, 1999, 2004 y 2007. Asimismo, albergó los combates de artes marciales mixtas Strikeforce: Fedor vs. Silva en 2011, y UFC on Fox: Diaz vs. Miller en 2012.
La promoción de lucha libre WWE organizó numerosos espectáculos en Meadowlands, tales como SummerSlam 1989, SummerSlam 1997, King of the Ring 2001, SummerSlam 2007, No Mercy 2004, No Way Out 2012, WrestleMania 29 y Extreme Rules 2014. 
Asimismo, allí se realizaron numerosos conciertos musicales, entre ellos Bruce Springsteen en 1981, 1984, 1992, 1999 y 2004, Queen en 1982 y 2005, The Rolling Stones en 1981, Michael Jackson en 1988, Kiss en 2000, Cher en 2002 y 2005, The Red Hot Chili Peppers en 2006, Iron Maiden en 2008 y Prince en 2010. 
El último evento público en el estadio se realizó en marzo de 2015.

## Galería

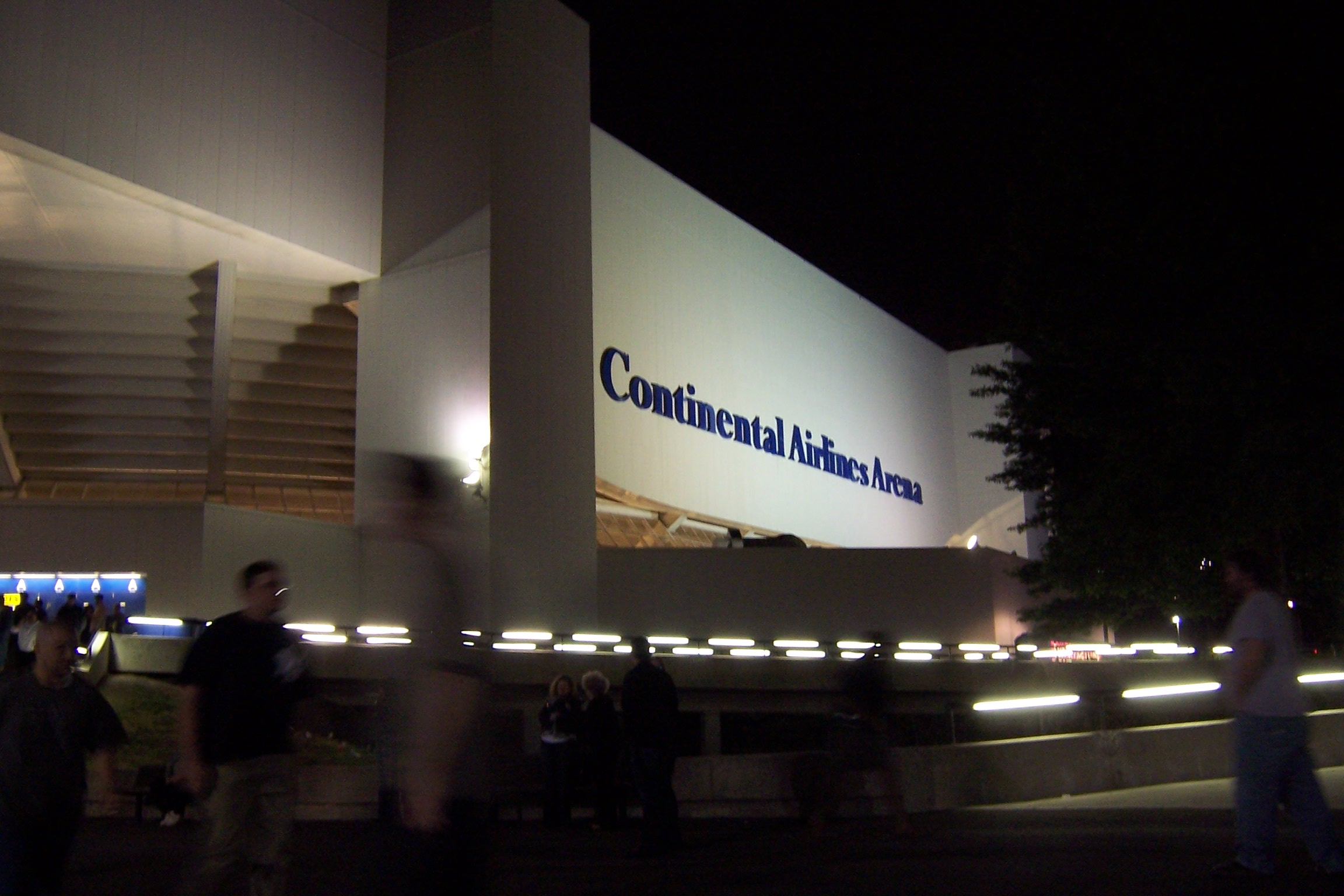
Continental Airlines Arena de noche
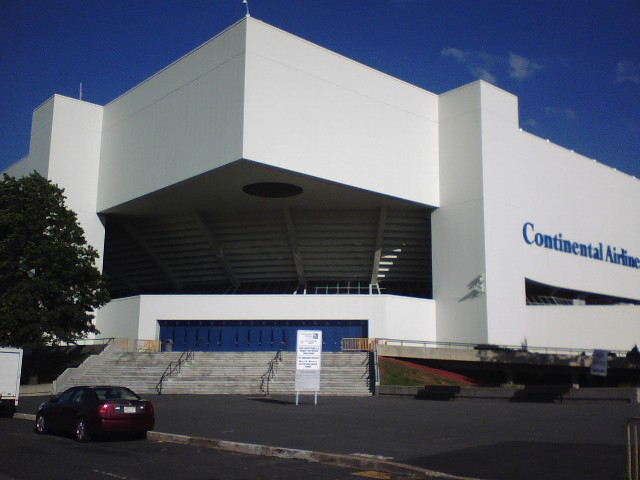
Fachada del pabellón
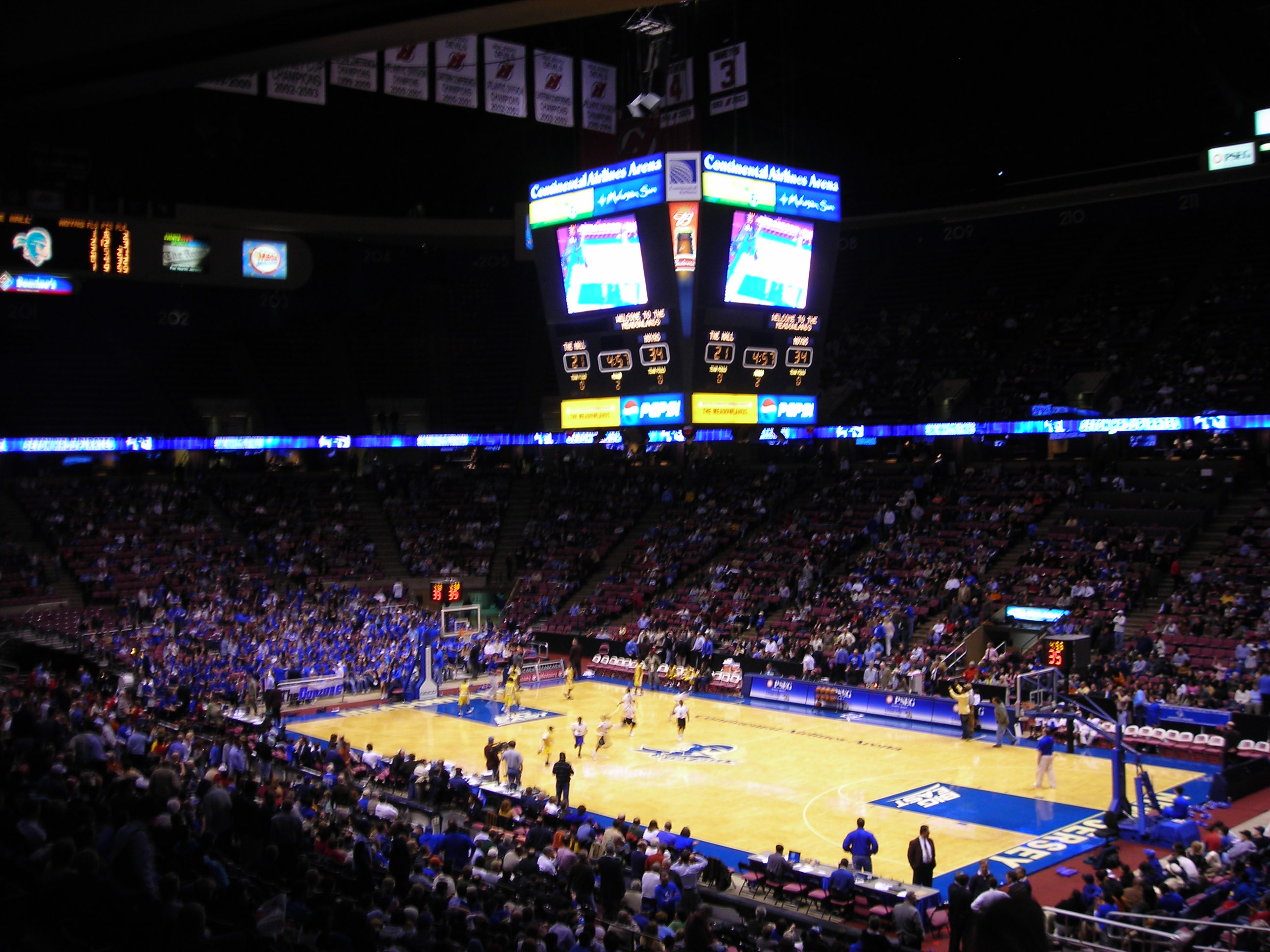
Durante un partido de Seton Hall Pirates
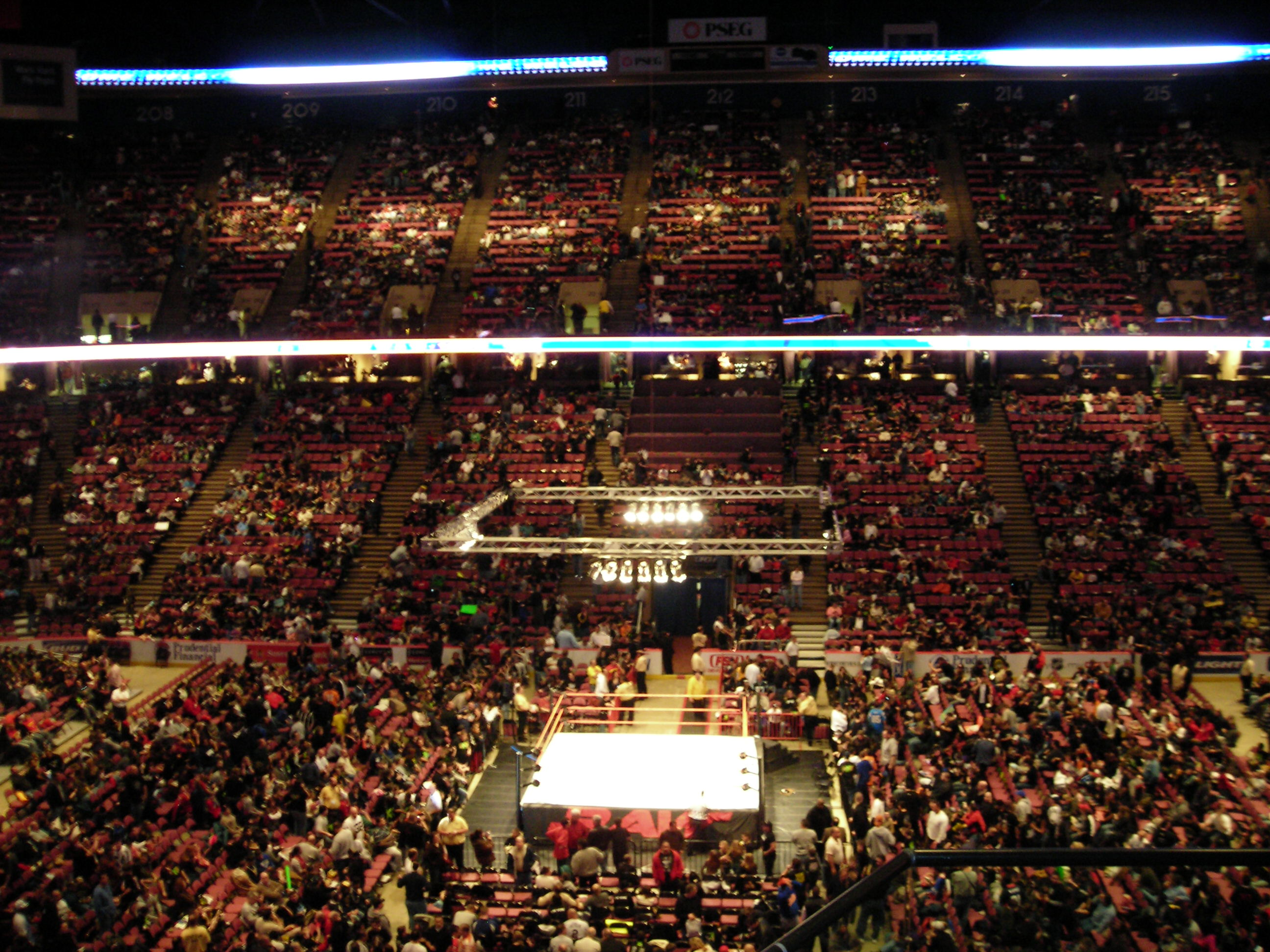
Durante un espectáculo de WWE Raw
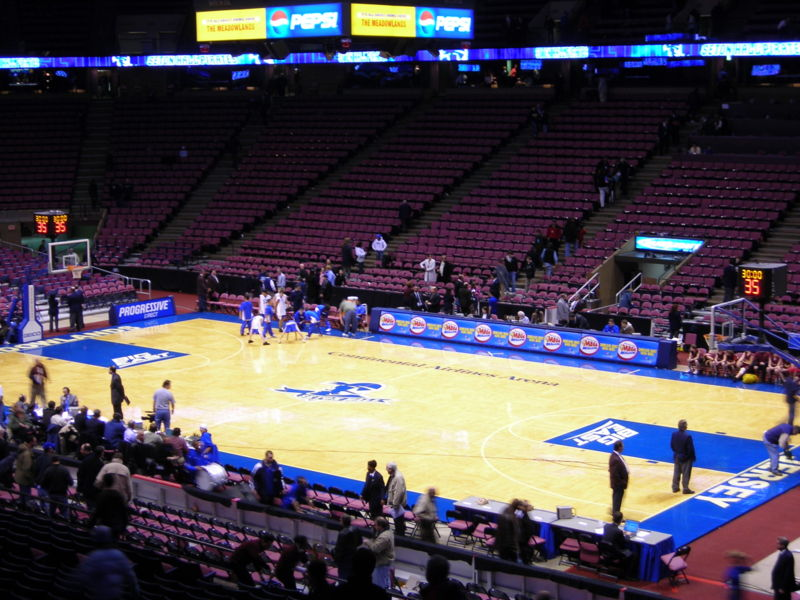
Tras un partido de los Pirates
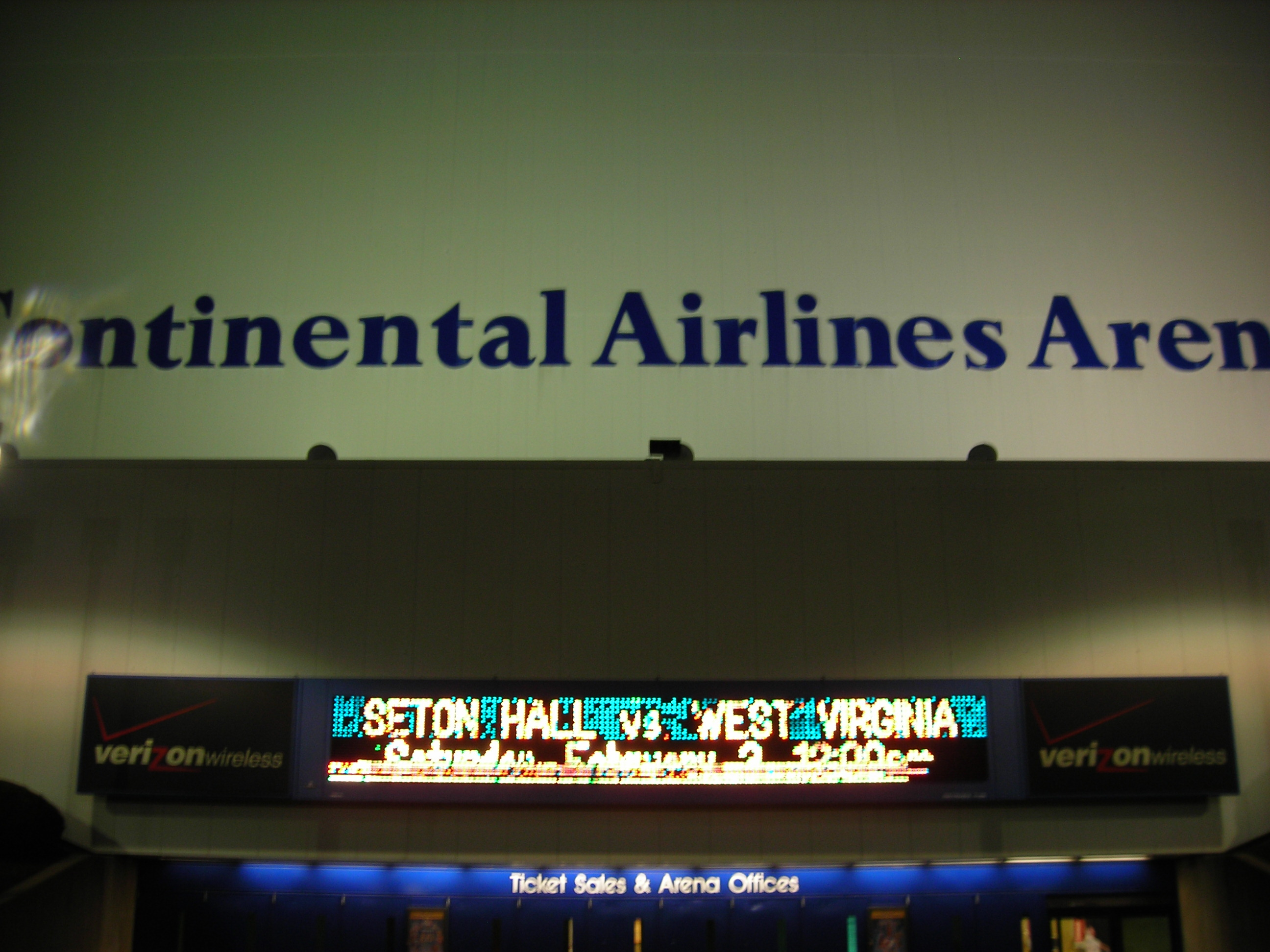
Entrada al pabellón
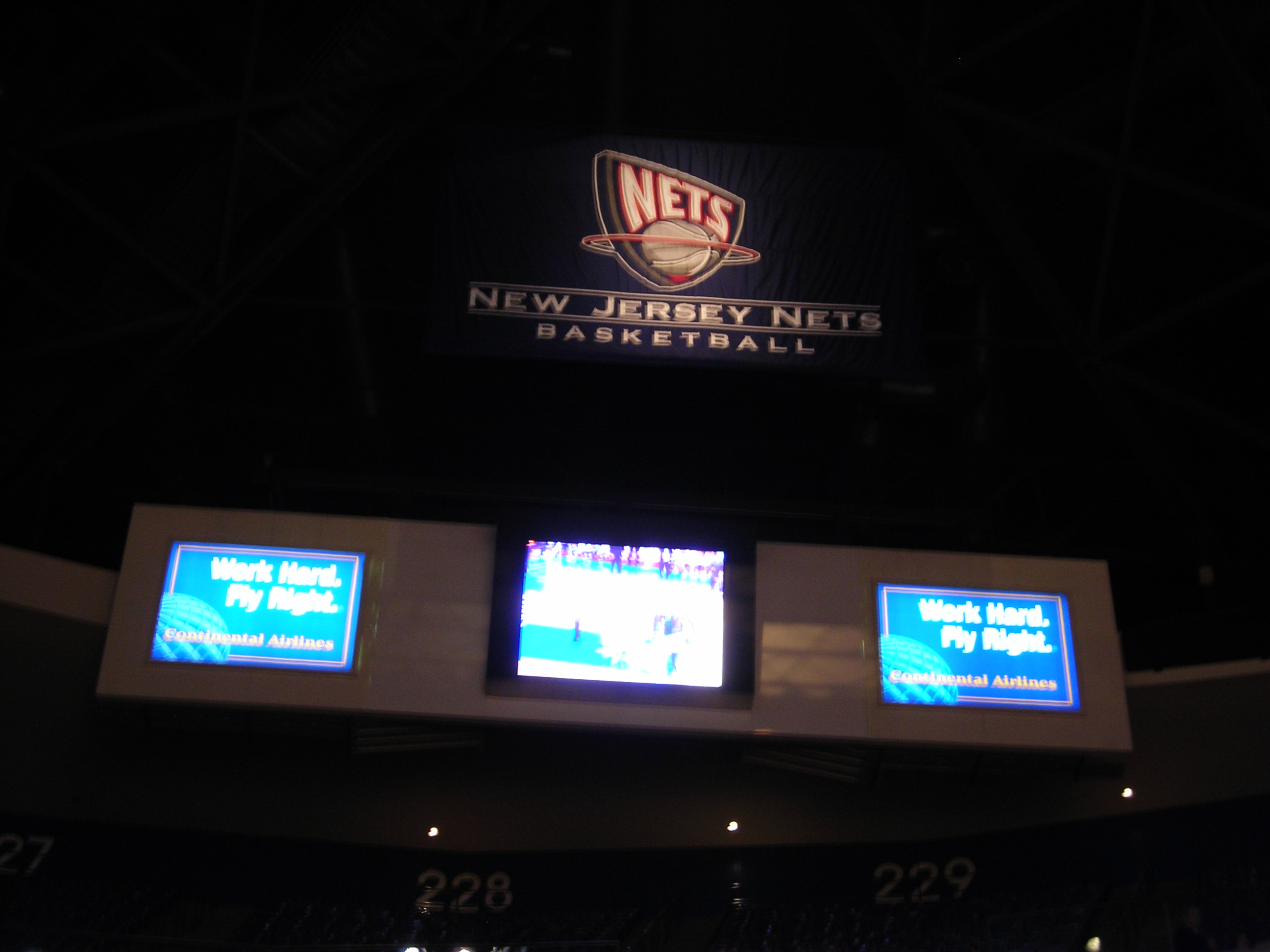
Logo de los Nets